# Benoît Drujon
Benoît Drujon (* 3. Juni 1985 in Troyes) ist ein französischer Straßenradrennfahrer.
Benoît Drujon gewann in der Saison 2011 den Grand Prix de la ville de Buxerolles und eine Etappe bei der Tour Nivernais Morvan. 2012 und fuhr er für das Continental Team Auber 93. In seinem ersten Jahr dort konnte er eine Etappe bei der Tour de Normandie für sich entscheiden.
Sein Bruder Mathieu Drujon fährt 2013 ebenfalls für BigMat-Auber 93.

## Erfolge
2012
- eine Etappe Tour de Normandie

## Teams
- 2012 Auber 93
- 2013 BigMat-Auber 93